# Eugen Seiterle
Eugen Seiterle (7 de diciembre de 1913 - ?) fue un jugador de balonmano suizo. Fue un componente de la Selección de balonmano de Suiza.
Con la selección ganó la medalla de bronce en los Juegos Olímpicos de Berlín 1936, los primeros con el balonmano como deporte olímpico.